# Ni una menos
Ni una menos (česky "Ani o jednu [ženu] méně") je latinskoamerické grassroots feministické hnutí takzvané čtvrté vlny feminismu. Původně vzniklo v Argentině odkud se dále rozšířilo do mnoha dalších zemí regionu. Bojuje proti sexualizovanému násilí. Hnutí vzniklo v reakci na různé systémové problémy, kvůli nimž se šíří násilí páchané na ženách. Na svých oficiálních stránkách se hnutí Ni una menos definuje jako „kolektivní výkřik proti machistickému násilí“. Kampaň byla započata kolektivem argentinských umělkyň, novinářek a akademiček a rozrostla se v „kontinentální alianci feministických sil“. Sociální média sehrála zásadní roli při propagaci hnutí Ni Una Menos a jeho šíření do dalších zemí a regionů. Hnutí pravidelně pořádá protesty proti vraždám žen, ale vyjadřuje se i k jiným tématům, například genderový rolím, sexuálnímu obtěžování, rozdílů v odměňování žen a mužů, sexuální objektivizaci, zákonnosti potratů, právům sexuálních pracovnic a transgender osob.
Hnutí odvozuje svůj název od citátu mexické básnířky a aktivistky Susany Chávezové z roku 1955 „ Ni una muerta más “ (česky „Už žádná [žena] mrtvá“) vyřčeného na protest proti vraždám žen v Ciudad Juárez.
Sama Chávezová byla zavražděna v roce 2011, následně se tato fráze stala „symbolem boje“.  